# Tom Gale
Tom Gale (Bath, 18 dicembre 1998) è un altista britannico.

## Palmarès
| Anno | Manifestazione          | Sede       | Evento        | Risultato | Prestazione | Note                                     |
| ---- | ----------------------- | ---------- | ------------- | --------- | ----------- | ---------------------------------------- |
| 2016 | Mondiali juniores       | Bydgoszcz  | Salto in alto | 9º        | 2,18 m      | Miglior prestazione personale            |
| 2017 | Europei juniores        | Grosseto   | Salto in alto | Bronzo    | 2,28 m      | Miglior prestazione personale            |
| 2018 | Giochi del Commonwealth | Gold Coast | Salto in alto | 14º (q)   | 2,18 m      |                                          |
| 2019 | Europei under 23        | Gävle      | Salto in alto | Argento   | 2,27 m      | Miglior prestazione personale stagionale |
| 2021 | Giochi olimpici         | Tokyo      | Salto in alto | 11º       | 2,27 m      |                                          |